# SummerSlam (1996)
SummerSlam 1996 est le neuvième SummerSlam, pay-per-view de catch produit par la World Wrestling Entertainment. Il s'est déroulé le 18 août 1996 au Gund Arena de Cleveland dans l'Ohio.
En France, cet évènement a fait l'objet d'une diffusion sur Canal+.

## Résultats
| #                                                          | Résultats | Stipulations                                                       | Durée |
| ---------------------------------------------------------- | --- | ------------------------------------------------------------------ | ----- |
| Free for All match                                         | Steve Austin bat Yokozuna | Match simple                                                       | 01:52 |
| 1                                                          | Owen Hart bat Savio Vega | Match simple                                                       | 13:23 |
| 2                                                          | The Smokin' Gunns (c) (Billy et Bart) (avec Sunny) battent The Bodydonnas (Skip et Zip), The New Rockers (Marty Jannetty et Leif Cassidy) et The Godwinns (Henry et Phineas) (avec Hillbilly Jim) | Fatal Four-Way Elimination match pour le WWF Tag Team Championship | 12:18 |
| 3                                                          | Goldust (avec Marlena) bat Marc Mero (avec Sable) | Match simple                                                       | 11:01 |
| 4                                                          | Jerry Lawler bat Jake Roberts | Match simple                                                       | 04:07 |
| 5                                                          | Mankind bat The Undertaker | Boiler Room Brawl                                                  | 26:40 |
| 6                                                          | Shawn Michaels (c) (avec Jose Lothario) bat Vader (avec Jim Cornette) | Match simple pour le WWF Championship                              | 22:58 |
| (c) désigne le champion défendant son titre dans le match. | |                                                                    |       |